# 新潟県道219号松代岡野町線

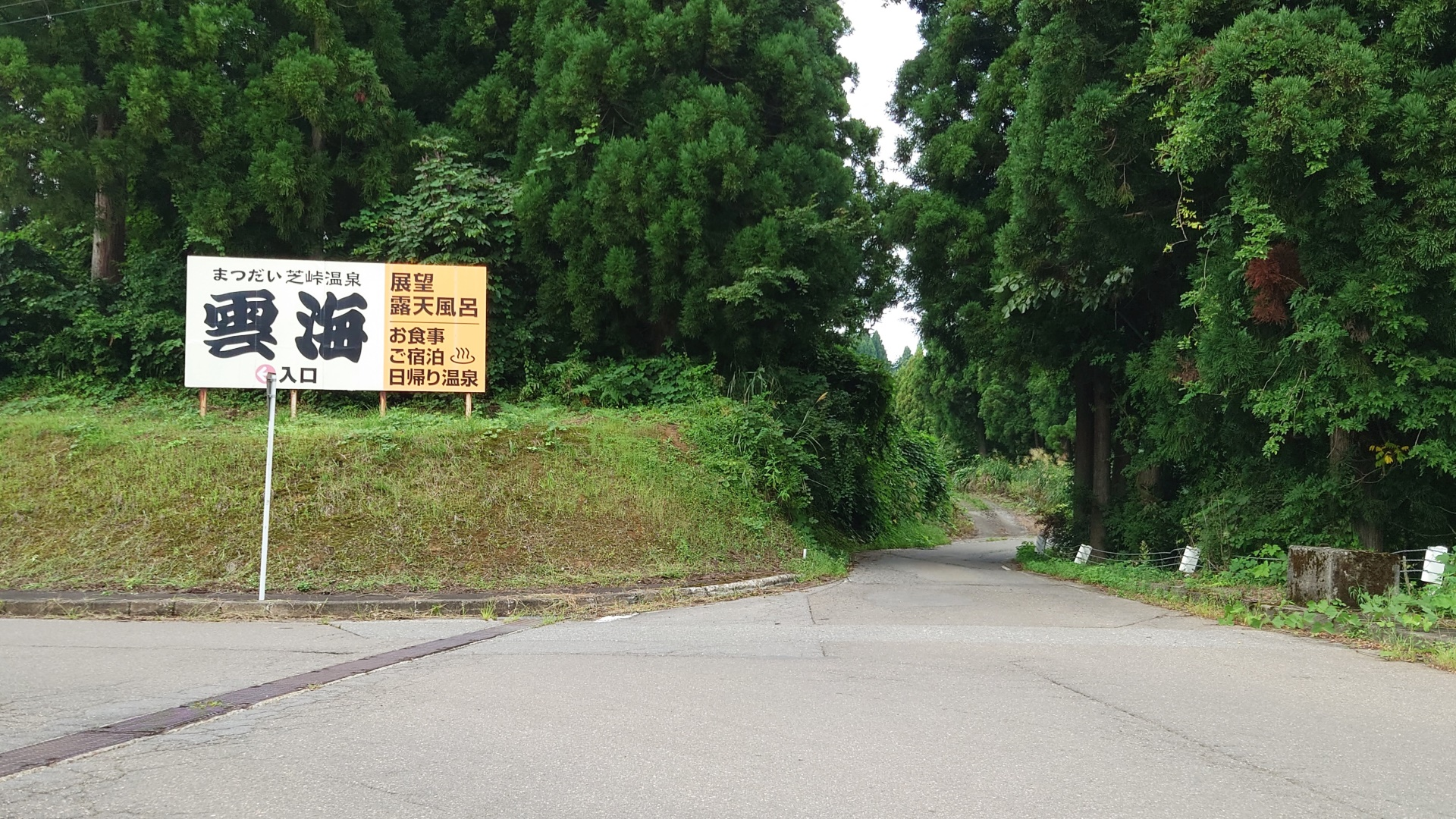
新潟県道219号松代岡野町線を岡野町方面に向かって撮影

新潟県道219号松代岡野町線（にいがたけんどう219ごう まつだいおかのまちせん）は、新潟県十日町市から同県柏崎市に至る一般県道である。

## 概要

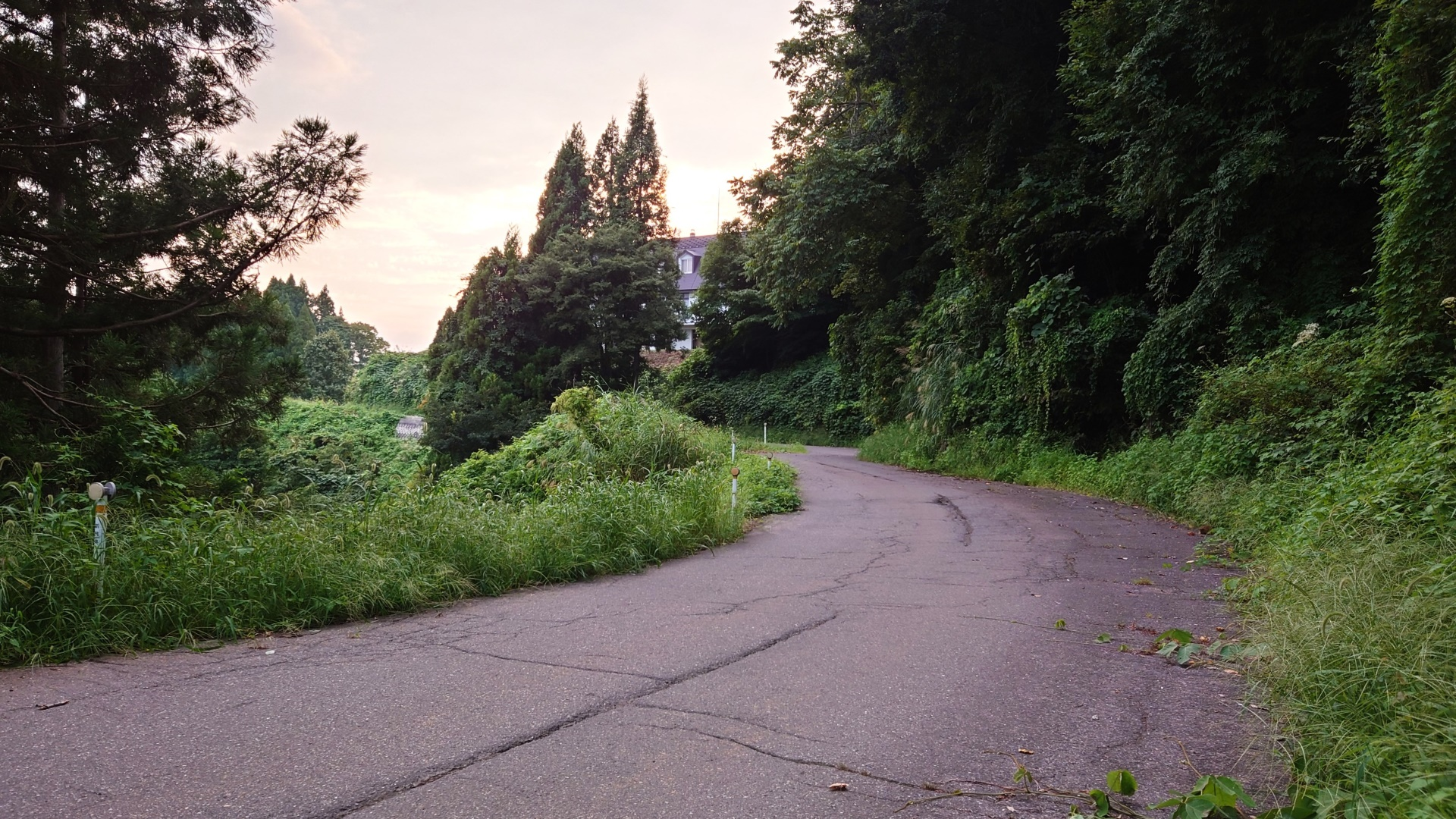
新潟県道219号松代岡野町線を松代方面に向かって撮影

十日町市蓬平から芝峠温泉を経由して柏崎市高柳まで至る県道。途中芝峠温泉までと道の駅じょんのびの里高柳から終点までは片側1車線歩道有で整備されているが、途中の十日町市会沢から高柳町栃ケ原付近までは隘路が続く。
また、十日町市と柏崎市の市境までは尾根伝いに走るルートを採り、広狭を繰り返す。

### 路線データ
- 起点：新潟県十日町市松代字蓬平（新潟県道12号松代高柳線交点）
- 終点：新潟県柏崎市高柳町岡野町字向田（国道252号交点）

## 通過する自治体
- 新潟県
  - 十日町市 - 柏崎市

## 接続する道路
- 新潟県道12号松代高柳線（起点：十日町市松代）

この間冬季閉鎖区間あり（場所：十日町市桐山 地内、距離：0.3km、期間：11月下旬～5月上旬）
この間冬季閉鎖区間あり（場所：柏崎市高柳町栃ヶ原～十日町市境、距離：1.5km、期間：11月下旬～5月下旬）
- 国道252号（終点：柏崎市高柳町岡野町字向田）

## 周辺
- 柏崎市役所 高柳町事務所
- 柏崎市立高柳中学校
- 柏崎市立高柳小学校
- 高柳郵便局
- 道の駅じょんのびの里高柳
- 高柳ガルルのスキー場
- 芝峠温泉